# NSFW
NSFW, znane także w rozwiniętej formie Not Safe For Work – skrótowiec lub wyrażenie w anglojęzycznym slangu internetowym używane do oznaczenia treści (np. tekst, video, strona, do której prowadzi przesłany link) jako nieodpowiednie do przeglądania w miejscu pracy. Treści określane jako NSFW mogą zawierać przemoc, pornografię, wulgaryzmy, nagość lub określenia pejoratywne.

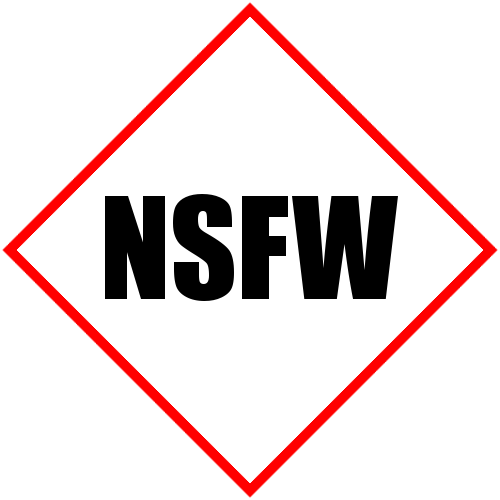
Przykładowa ilustracja oznaczająca treści NSFW

Przeciwieństwem NSFW jest SFW (Safe For Work), używane do oznaczania treści, które są bezpieczne do przeglądania w miejscu pracy, pomimo pozornej nieodpowiedniości przekazywanych treści.
Podobnym określeniem jest NSFL (Not Safe For Life) – stosowane w odniesieniu do treści drastycznych lub odrażających, które mogą wywołać uraz psychiczny u oglądającego. Treści oznaczone jako NSFL zawierają zazwyczaj pornografię fetyszową lub morderstwo.
Niektóre serwisy internetowe (np. Reddit) pozwalają na oznaczanie publikowanych treści jako NSFW, aby ostrzec innych użytkowników przed ich potencjalnie niestosownym charakterem.